# Urrea de Jalón
Urrea de Jalón là một đô thị ở tỉnh Zaragoza, Aragon, Tây Ban Nha. Theo điều tra dân số 2004 của Viện thống kê Tây Ban Nha (INE), đô thị này có dân số là 344 người. Diện tích đô thị này là 25 ki-lô-mét vuông. Đô thị này nằm ở độ cao 284 m trên mực nước biển.